# 打擊率
打擊率（英語：Batting average），是棒球運動中，評量打者（擊球員）成績的重要指標，其計算方式為選手擊出的安打（H）數除以打數（AB），公式如下：
{\displaystyle AVG={\frac {H}{AB}}}

## 概要
一般而言，職棒選手的打擊率在.280以上，被認為是稱職的打者，.300以上是優秀的打者，.400以上則是偉大的打者。由於打擊率頗能反映出打擊者的打擊能力，在不論短期賽或長期職棒賽，都把該隊打擊率最高的球員視作打擊王，並設獎項鼓勵。
近年來棒球統計不斷發展，打擊率在評量打者優劣的指標上的重要性已經下降不少，但仍與上壘率與長打率常合稱「打擊三圍」。

## 各國職棒年度打擊率超過四成的打者

### 美國職棒大聯盟
- 1911年，泰·柯布，底特律老虎，打擊率.420。
- 1912年，泰·柯布，底特律老虎，打擊率.410。
- 1922年，泰·柯布，底特律老虎，打擊率.401。
- 1941年，泰德·威廉斯，波士頓紅襪，打擊率.406。

### 韓國職棒
- 1982年，白仁天，MBC青龍，打擊率.412。

### 中華職棒
- 2016年，王柏融，Lamigo桃猿，打擊率.414。
- 2016年，蔣智賢，中信兄弟，打擊率.402。
- 2016年，林泓育，Lamigo桃猿，打擊率.400。
- 2017年，王柏融，Lamigo桃猿，打擊率.407。